# Object pool (шаблон)
Запас от обекти (Object pool) е създаващ шаблон за дизайн, който се използва в обектно-ориентираното програмиране. Запасът от обекти представлява набор от инициализирани и готови за употреба обекти. Когато приложната програма има нужда от даден обект, той се взима от запаса. Когато обектът вече не е нужен, той не се унищожава, а се връща обратно в запаса.